# Лукин, Пааво
Пааво Лукин, настоящее имя Павел Осипович Лукин (карел. Paavo Lukin; 23 сентября 1922, село Кала-Яакой, Пряжинский район — 25 апреля 1988) — карельский писатель.

## Биография
Пааво Лукин учился в Ведлозерской средней школе и Петрозаводском учительском институте, который окончил в 1941 году. Участник Великой Отечественной войны, затем работал учителем и директором школ Пряжинского, Олонецкого и Муезерского районов. В 1961 году заочно окончил Карельский педагогический институт.
Первые произведения Лукина появились в конце 1930-х годов в карелоязычном журнале «Карелия». В 1971 году опубликовал свои первые рассказы на финском языке в журнале «Пуналипу». Позже Лукин писал детские стихи и рассказы на олонецком диалекте. В 1982 году принят в члены Союза писателей СССР.